# Overgrowth
Overgrowth es un videojuego en desarrollo por Wolfire Games. El juego fue anunciado el 17 de septiembre de 2008 para los tres Sistemas Operativos principales: Mac OS X, Windows y Linux.
Se trata de un juego de peleas tridimensional en tercera persona, situado en un distópico mundo medieval de conejos, perros, lobos, gatos y ratas antropomórficas luchadores. El diseño del juego lo lidera David Rosen, conocido en la comunidad de desarrollo de videojuegos para Mac por haber ganado el concurso de desarrollo de videojuegos uDevGames tres años consecutivos. Salió a la venta el 16 de octubre de 2008.

## Características
Overgrowth estará basado en un nuevo motor llamado 'Phoenix'. Este motor incluye un gran número de características avanzadas, destacando la animación físicamente realista. También disfrutará de un motor de movimiento mejorado, con el que las transiciones entre correr, saltar, rodar, correr, saltar, girar, rodar, correr y girar serán suaves, y todas las animaciones y posiciones de los peronales dependerán del entorno, su estado de ánimo y hasta de su personalidad. Los entornos se verán afectados por las condiciones atmosféricas; por ejemplo, los árboles crecerán más rápido un día soleado.
También cabe destacar un sistema de armadura modular; crecimiento realístico de vegetación; una amplia gama de afiladas armas; un editor para mapas y escenarios creados por el usuario; puntuaciones y repeticiones en línea (no confirmado); modo multijugador (probablemente cooperativo, no confirmado); elementos de rol (no confirmado); y ciudades procedimentales (no confirmado).
Características técnicas del motor Phoenix: mecánica de sólidos rígidos y animación físicamente realista, cielos dinámicos, iluminación por pixel, acústicas 3D avanzadas, shaders de hierba y pelo, efectos de agua, niveles de detalle dinámicos, profundidad de campo, refracción especular, normal mapping, iterative parallax mapping. dynamic cubemapping, pausa del té, motion blur, animación esqueletal real, e intersecciones controladas.

## Sistema de juego
Pocos detalles se conocen por ahora. Por otra parte, parece sensato asumir que Overgrowth se basará en el estilo de juego de su predecesor, Lugaru. Por lo tanto, el estilo de lucha probablemente se basará en torno a ataques sensitivos al contexto, contraataques, alta movilidad y uso inteligente del entorno. Unos cuantos posts en el blog de desarrollo del juego dan pistas sobre un amplio abanico de armas blancas.
En Lugaru, sensitivo al contexto significa, por ejemplo, que si te levantas después de evitar una patada giratoria agachándote puedes contrarrestar el ataque, o que puedes saltar ligeramente para evitar grácilmente el barrido de un oponente. Todo ataque depende de tu coordinación y situación.
Otro sistema que muy probablemente se incluya en Overgrowth es el sistema de contraataques. Todo ataque puede ser contrarrestado presionando el botón adecuado en el momento preciso. No hay ataques invencibles. Los propios contraataques pueden ser contra-contraatacados para restablecer el statu quo.
El uso del entorno ha sido confirmado en el blog oficial, con ejemplos como coger un bastón de un árbol para defenderte, o usar un río para burlar el olfato de los lobos cazadores -lo cual sugiere un componente de supervivencia.

## Historia
Las declaraciones oficiales son escasas, pero algunos detalles de la trama y el aspectos de la trama y de la ambientación han sido firmemente definidos.
Overgrowth parte de donde nos dejó Lugaru, con el mundo en un estado de anarquía de facto. Después de haber matado al rey corrupto, Turner, el protagonista, rechazó tomar su lugar, escogiendo dejar la monarquía sin cabeza y deambular por la isla en busca de alguna nueva aventura.
La ambientación de Overgrowth parece construirse sobre esta premisa, ya que el arte conceptual nos muestra un mundo sumido en el caos, con altas estructuras cubiertas por la vegetación, y habitado por fieros conejos, lobos, ratas y perros luchadores, que tratan de sobrevivir con armas simples y armaduras improvisadas. Otras imágenes nos muestran ciudades con un marcado diseño orgánico.
Una entrevista con Wolfire Games, por parte de la página británica de videojuegos zConnection, ha revelado algún detalle más acerca del argumento y la trama del juego.

¿Cuál es el argumento de la secuela de Lugaru, Overgrowth? Bueno, no debería revelar demasiado acerca de esto. David todavía está planchando los últimos detalles del camino a Overgrowth. Estamos bastante seguros de que queremos que Turner, la estrella de Lugaru, sea el protagonista de Overgrowth. Overgrowth tendrá lugar en el mismo mundo, algunos años después del fin de Lugaru. Creemos que los veteranos de Lugaru disfrutarán de un entendimiento más rico de la atmósfera de Overgrowth, pero sin duda haremos de Overgrowth un juego autosuficiente. Han llegado nuevas especies al mundo. Por ahora hemos anunciado gatos y ratas, y hemos estado trabajando en las diferencias físicas y culturales entre diferentes especies. No debería filtrar detalles del hilo argumental a estas alturas, pero puedo decir que guiará al jugador por todos los excitantes aspectos del universo de Overgrowth.

Se ha confirmado que el título "Overgrowth" tiene por lo menos 4 significados concordantes con el hilo argumental del juego.

## Recepción
Numerosas notas de prensa han anunciado el juego alrededor del mundo, especialmente en la comunidad Mac, donde el predecesor de Overgrowth, Lugaru, ha sido todo un éxito.